# Norbert Podewin
Norbert Podewin (* 18. Januar 1935 in Berlin; † 10. Juli 2014 ebenda) war ein deutscher SED-Funktionär und Sachbuchautor.

## Leben und Werdegang
Als Sohn eines Arbeiters absolvierte Podewin in der DDR die Oberschule und nahm anschließend eine Lehre als Mechaniker auf. Im Werk des VEB Narva arbeitete er auch als Redakteur der Betriebszeitung. Diese Tätigkeit setzte er im VEB Elektroprojekt Berlin fort. Er ging zur Volkspolizei und war Kommandeur an der Berliner Sektorengrenze.
Sein Fernstudium von 1961 bis 1965 an der Humboldt-Universität zu Berlin schloss er als Diplom-Historiker ab. Ab 1962 war er für den Nationalrat der Nationalen Front der DDR tätig und arbeitete unter Albert Norden am Braunbuch der DDR mit, zuletzt im Rang eines Abteilungsleiters. 1974 wurde Podewin mit einer Arbeit über die deutsch-deutschen Beziehungen zum Dr. phil. promoviert.
Podewin war in der FDJ und in der SED aktiv, wo er zeitweise die Stellung eines Sektorenleiters im Zentralkomitee innehatte. Für den stellvertretenden Staatsratsvorsitzenden Friedrich Ebert wirkte er von 1971 bis Januar 1975 als persönlicher Referent. Ebert entließ ihn „aufgrund seines persönlichen unparteimäßigen Verhaltens“, wie Heinz Mohnhaupt aus dem entsprechenden Schreiben zitiert. Anschließend war Podewin erneut beim Nationalrat der Nationalen Front beschäftigt, zunächst als Sekretär für internationale Beziehungen. Von 1980 bis 1989 war er Mitglied des Präsidium des Nationalrates.
Ab 1990 arbeitete Podewin als freiberuflicher Autor zu Themen der Neuesten Geschichte. Im Rentenalter schrieb er lokalgeschichtliche Beiträge in der Zeitschrift „Lebensringe“ für Bewohner eines konfessionellen Friedrichshainer Seniorenheims.

## Auszeichnungen
- 1979 Goldene Ehrennadel der Nationalen Front der DDR
- 1989 Orden Banner der Arbeit Stufe III

## Schriften
- Revanchismus über Ätherwellen: Eine Dokumentation über die Rolle der westdeutschen Rundfunkanstalten bei der Propagierung revanchistischer und chauvinistischer Ziele. Verband der Deutschen Journalisten, Berlin 1963 (= Schriftenreihe des Verbandes der Deutschen Journalisten, Heft 23), DNB 454406681.
- Democracy in action. Worth knowing about the GDR. In: Zeit im Bild, Dresden 1966, DNB 575660392 (englisch).
- Springers Griff nach dem Fernsehen. In: Neues Deutschland, 13. August 1967.
- Kesseltreiben gegen Fernsehrunde. In: Neue Deutsche Presse, 22. Jg, 1968, Nr. 5, S. 31.
- Vereinigung oder Vereinnahmung? Untersuchungen zum Zusammenschluss von KPD und SPD in Friedrichshain. Berlin 1993.
- mit Bernhard Meyer: Die SPD in Friedrichshain: Von den Oktoberwahlen 1946 bis zur Spaltung im November 1948. Berlin 1993.
- mit Lutz Heuer: Der Vereinigungsprozess in Lichtenberg: KPD und SPD auf dem Weg zur sozialistischen Einheitspartei Deutschlands. Berlin 1993.
- Zwischen Aktionseinheit und Observation: Ostberliner SPD im SED- und VP-Visier. Berlin 1994.
- Ausgangspunkt Chaos: Berlin im Mai und Juni 1945: 100 Dokumente vom Leben rund um den Schlesischen Bahnhof. „Helle Panke“ zur Förderung von Politik, Bildung und Kultur, Berlin 1995, DNB 960662278.
- Walter Ulbricht: Eine neue Biographie. Dietz, Berlin 1995, ISBN 3-320-01886-8.
- „– der Bitte des Genossen Walter Ulbricht zu entsprechen“: Hintergründe und Modalitäten eines Führungswechsels. Berlin 1996.
- mit Manfred Terslak: Brüder, in eins nun die Hände: Das Für und Wider um die Einheitspartei in Berlin. Berlin 1996.
- mit Lutz Heuer: Operativer Vorgang „Fuchsbau“, 1953–1961: Eine Geschichte aus der Zeit des Kalten Krieges in Berlin. Berlin 1998.
- Ulbrichts Weg an die Spitze der Macht: Stationen zwischen 1945 und 1954. Berlin 1998.
- Walter Ulbrichts späte Reformen und ihre Gegner, Helle Panke, Gesellschaftswissenschaftliches Forum, Berlin 1999 (= Hefte zur DDR-Geschichte, Heft 59), DNB 95895223X.
- Ebert und Ebert: Zwei deutsche Staatsmänner. Friedrich Ebert (1871–1925), Friedrich Ebert (1894–1979): eine Doppelbiografie. edition ost, Berlin 1999, ISBN 3-932180-50-X.
- mit Lutz Heuer: Rote „Blockflöten“: SDA, die ungeliebten oppositionellen Sozialdemokraten Berlins, 1948–1961. Berlin 2000.
- Der Rabbinersohn im Politbüro: Albert Norden – Stationen eines ungewöhnlichen Lebens. edition ost, Berlin 2001, ISBN 3-89793-058-7.
- (als Hrsg.) Braunbuch: Kriegs- und Naziverbrecher in der Bundesrepublik und in West-Berlin. Reprint edition ost, Berlin 2002, ISBN 3-360-01033-7.
- Otto Ostrowski – der gelöschte Oberbürgermeister: Ein Schicksal im Berlin des Kalten Krieges. Berlin 2004.
- mit Manfred Behrend: REZENSIONEN – Neueste Zeit – Der Rabbinersohn im Politburo. Albert Norden – Stationen eines ungewohnlichen Lebens. Berlin 2001. In: Zeitschrift für Geschichtswissenschaft. 52 Jg., Heft 4, 2004, S. 388.
- mit Lutz Heuer: Ernst Torgler: Ein Leben im Schatten des Reichstagsbrandes. 25.04.1893 Berlin–19.01.1963 Hannover. Berlin 2006.
- 20. Oktober 1946: Die erste Nachkriegswahl in Berlin. Vorgeschichte – Verlauf – Ergebnisse – Hintergründe – Folgen. Berlin 2006.
- Bernhard Quandt (1903–1999): Ein Urgestein Mecklenburgs. Rostock 2006.
- Dr. Otto Ostrowski, Bürgermeister in Finsterwalde. In: Der Speicher. Jahresschrift des Kreismuseums Finsterwalde und des Vereins der Freunde und Förderer des Kreismuseums Finsterwalde e. V., H. 11, 2008.
- mit Lutz Heuer: Franz Neumann (1904–1974): Frontmann im Berlin des Kalten Krieges. Trafo, Berlin 2009, ISBN 978-3-89626-926-3 (= Kleine Reihe Biographien BzG, Band 23).
- Mein Leben in drei Diktaturen: Episodisches eines Insiders im Kalten Krieg. Autobiographie, Verlag am Park - edition ost, Berlin 2012, ISBN 978-3-89793-286-9.
- Stalinallee und Hansaviertel: Berliner Baugeschehen im Kalten Krieg. Verlag am Park / edition ost, Berlin 2014, ISBN 978-3-89793-191-6.